# كلايف ويليام نيكول
كلايف ويليام نيكول (باليابانية: C・W・ニコル)‏ (17 يوليو 1940 في ويلز - 3 أبريل 2020) روائي، وكاتب من اليابان.

## الجوائز
- عضو رتبة الإمبراطورية البريطانية